# دايشوان ريدان
دايشوان ريدان (مواليد 2 فبراير 2001) هو لاعب كرة قدم هولندي يلعب كمهاجم في نادي غرونينغن.

## روابط خارجية
- دايشوان ريدان على موقع الاتحاد الأوربي (الإنجليزية)
- دايشوان ريدان على موقع قاعدة بيانات كرة القدم.إي يو (الإنجليزية)
- دايشوان ريدان على موقع Soccerbase.com (لاعب) (الإنجليزية)
- دايشوان ريدان على موقع Soccerway.com (الإنجليزية)
- دايشوان ريدان على موقع عالم كرة القدم.نت (الإنجليزية)